# Melvins (album)
Melvins – pierwszy minialbum zespołu Melvins, wydany w 1986 roku przez firmę C/Z Records.

## Lista utworów

### Strona Pierwsza
1. „Easy as It Was” – 2:54
2. „Now a Limo” – 0:55
3. „Grinding Process” – 2:37

### Strona Druga
1. „At a Crawl” – 3:04
2. „Disinvite” – 1:22
3. „Snake Appeal” – 1:39

## Twórcy
- Buzz Osborne – wokal, gitara
- Dale Crover – perkusja
- Matt Lukin – gitara basowa
- Chris Hanzsek – producent, inżynier
- Krist Novoselic – okładka

## Kolejne edycje
```
Album doczekał się kolejnych edycji. 
10 songs
 został wydany w 1991 roku na CD oraz winylowym EP 12" o nazwie 
8 songs
.
w roku 2023 pojawia się 
26 Songs
[
2
]
. Album zawiera obie poprzednie edycje wraz z dodatkowymi utworami.
```